# チャーリー・マクダーモット
チャーリー・マクダーモット（Charlie McDermott、1990年4月6日 - ）は、アメリカ合衆国の俳優。

## 出演作品
- カウントダウン Countdown (2019)
- インスタント・ファミリー 〜本当の家族見つけました〜 Instant Family (2018)
- ザ・ミドル 中流家族のフツーの幸せ シーズン3（アクセル・ヘック）
- ザ・ミドル 中流家族のフツーの幸せ シーズン2（アクセル・ヘック）
- オフロでGO!!!!!　タイムマシンはジェット式
- 沈黙の絆
- ザ・ミドル 中流家族のフツーの幸せ シーズン1（アクセル・ヘック）
- ミディアム５　霊能者アリソン・デュボア
- プライベート・プラクティス2 迷えるオトナたち
- フローズン・リバー(TJ）